# 오사마강

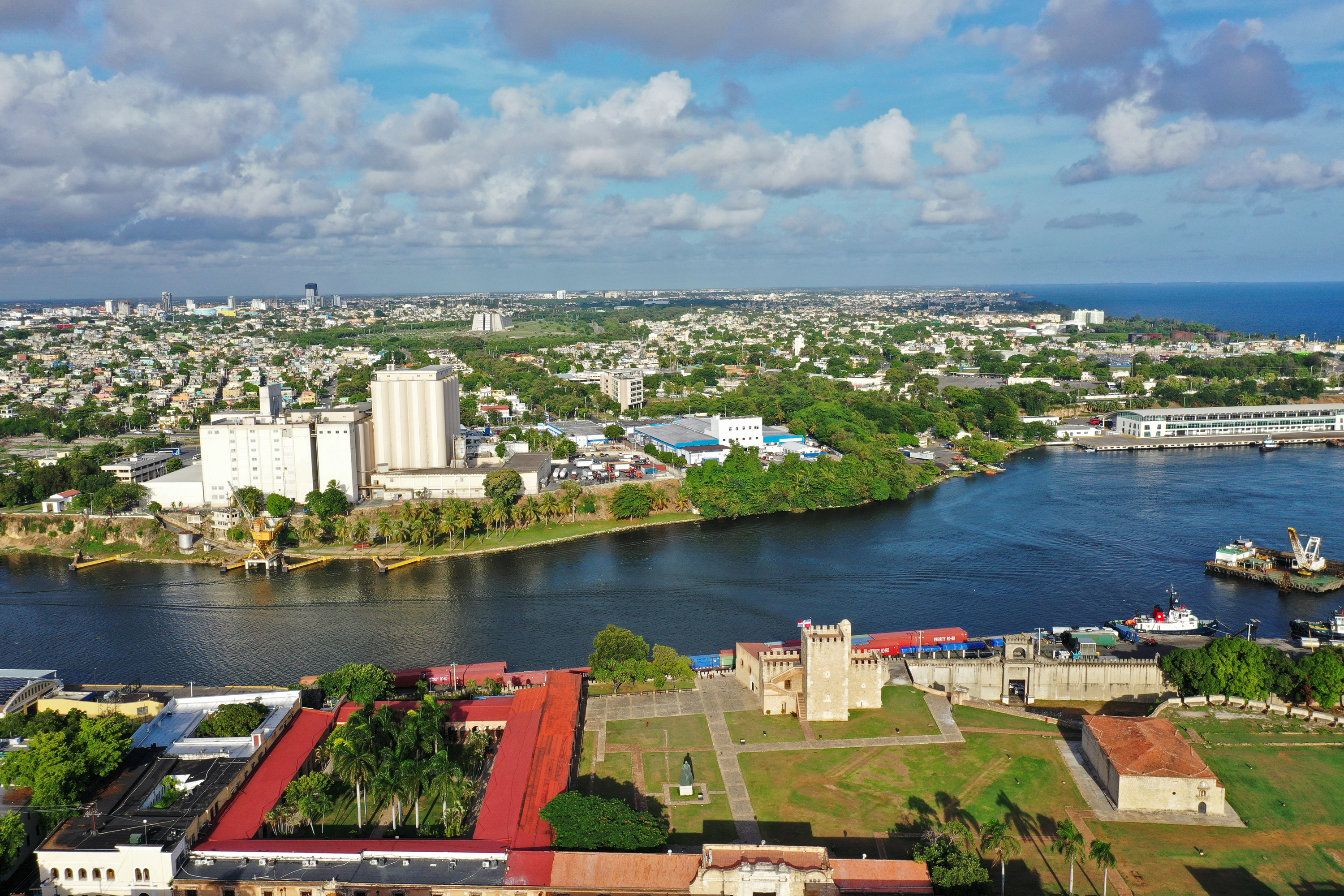
산토도밍고의 오사마강

오사마강(스페인어: Río Ozama 리오 오사마[*])는 도미니카 공화국의 강이다. 시에라데야마사산맥의 로마시에테카베사스산에서 발원하며, 비야알타그라시아 마을 인근에서 흐른다.

## 역사
1498년, 바르톨로메 콜론은 오사마강 삼각주에 요새를 건설했는데, 이 요새는 훗날 신대륙 (산토도밍고) 최초의 유럽인 정착지가 되었다. 플로이드에 따르면, 당시 강어귀에는 "물고기가 가득했고, 인디언들은 카사바와 얌을 재배했다."고 한다.

## 지리
이 강은 148 킬로미터 (92 mi)를 흘러 카리브해로 흘러든다. 강이 끝나는 지점에서 수도 산토도밍고를 동서로 가르게 된다. 오사마강의 세 가지 주요 지류는 이사벨라강, 사비타강, 야바카오강이다.
오사마강 유역은 도미니카 공화국에서 네 번째로 큰 강이다. 이 강에는 여러 지류가 있으며, 총 면적은 2,706 제곱킬로미터 (1,045 mi2)이다. 이 강 유역의 연 강수량은 1,400 mm (55 in)에서 2,250 mm (89 in)이다.

## 오염
오사마강은 심각하게 오염되어 있다. 강변의 빈민가와 공장에서 배출하는 폐기물이 끊임없이 강에 영향을 미치고 있으며, 산토도밍고 해안 오염의 주요 원인 중 하나다. 2020년 8월, 디 오션 클린업은 카리브해로 유입되는 플라스틱과 쓰레기를 막기 위해 태양열 자동 시스템인 인터셉터 오리지널을 배치했다.